# Der (Mari)
Dēr was een stad die behoorde tot het koninkrijk Mari en enige kilometers ten zuiden van de hoofdstad Mari in Mesopotamië gelegen was.
De stad was bekend omdat er een heiligdom stond dat aan Dērītum gewijd was. Deze godin kan als lokale manifestatie van Ištar beschouwd worden. Ieder jaar werd er in de elfde maand van de plaatselijke kalender, Kiṣkiṣṣum, een groot festival ter ere van de godin gehouden. In zijn eerste regeringsjaar trok Zimri-Lim op een ezel gezeten, samen met de koningin-moeder en in gezelschap van het beeld van Ištar naar Dēr. Daar werd door musikanten en dansers een siḫirtum-processie rond de stad uitgevoerd.